# WE3

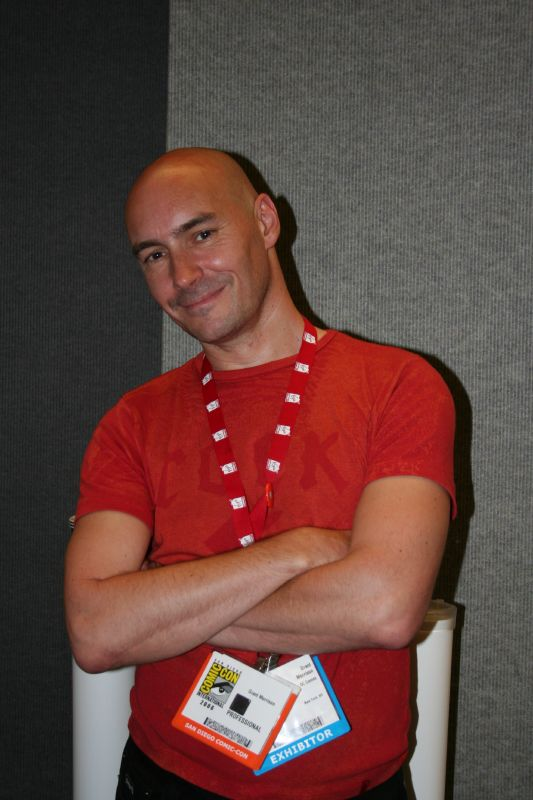
Grant Morrison - autor scenariusza WE3

WE3 – amerykańska mini-seria komiksowa z gatunku science-fiction autorstwa Granta Morrisona (scenariusz) i Franka Quitely'ego (rysunki), którzy określili swój kinetyczny styl jako "zachodnia manga". Amerykańska wersja oryginalna została wydana przez DC Comics w 2004 roku w trzech częściach; w Polsce WE3 opublikowało w 2006 roku wydawnictwo Taurus Media w jednym, zbiorczym wydaniu.

## Fabuła
Komiks opowiada historię trzech prototypowych zwierząt-robotów, służących armii amerykańskiej jako tajna broń, eliminująca niewygodnych przywódców państw. Zwierzęta te, określane kryptonimem WE3 to pies, kot i królik domowy. Zostały porwane z sąsiedztwa bazy wojskowej, opancerzone w zbroje i wyposażone w aparaturę umożliwiającą wyrażanie na głos ich prostych myśli. WE3 uciekają z bazy, kiedy okazuje się, że armia chce wycofać je z użycia, a w ślad za nimi rozpoczyna się pogoń żołnierzy, którzy mają za zadanie zniszczyć niebezpieczne, według wojskowych, zwierzęta. Wędrówka WE3 nie trwa długo (zwierzęta kierują się ku swoim dawnym domom), jednak obfituje w dramatyczne wydarzenia, a same zwierzęta zmuszone są zabijać w obronie własnej.

## Reakcje i nagrody
Autorzy WE3 zyskali uznanie krytyki za stworzenie postaci zwierząt mających ludzki uczucia oraz za bardzo dynamiczne rysunki, nawiązujące do technik filmowych i bazujących na grafice komputerowej. W 2015 roku komiks został nagrodzony dwiema Nagrodami Eisnera.
Przygotowywany jest też projekt ekranizacji komiksu przez wytwórnię filmową New Line Cinema.